# アクセる★ビリー!
『アクセる★ビリー!』は、メ〜テレで2009年5月27日から2011年3月30日までの毎週水曜0:20 - 1:20 (火曜深夜) に放送された深夜番組。

## 概要
お笑い芸人のロバートとアンタッチャブルが出演するバラエティ番組。直前に放送されたパイロット版的位置づけの単発特番を経てレギュラー放送開始。ロバートは2009年3月までメ～テレで同じ時間に月1回放送されていた『爆笑惑星サバ〜イ!』から続投。
開始当初は製作局のメ〜テレのみで放送していたが、2009年10月より静岡朝日テレビ、北陸朝日放送、2010年1月より新潟テレビ21、4月より熊本朝日放送でも遅れネットで放送開始した。
最高視聴率は2011年1月25日の23.3%。尚この回の前番組はアジアカップの準決勝が放送されており、試合がもつれたため番組も45分遅れの1時15分からのスタートであった。
2010年2月頃より放送終了まで、柴田は活動休止のため出演しなかった（2011年1月に活動を再開したが、コンビとしての活動はない）。
放送終了後、山崎弘也・ロバート・塩尻奈都子アナウンサーが引き続き出演した後続番組『ザキロバ!アシュラのススメ』が開始した。

## 放送内容
当初は「結婚式で新婦の友人と仲良くなる方法は?」、「カラオケで歌う1曲目のベストアンサーは?」など世の中で身近な質問に対しベストアンサーを決めるという内容で「Yahoo!知恵袋」とコラボレーションしていた。
その後2009年11月頃からは出演者全員で様々なロケを行う放送回が増え、2010年からは「日常の気になるコトを爆笑チェック・THE確認バラエティ」のコンセプトの元、メンバーとゲストが毎回決められたテーマに関する質問に選択肢で答え、一般アンケートでの回答とのズレを比べる「あなたズレてます」や、収録の合間を使ってメンバーが東海3県のあらゆるスポットに繰り出すロケ企画「空き時間」などがメインとなった。

### おもなコーナー
- あなたズレてます（ズレを楽しもう〜あなたのズレ矯正します。）

レギュラー陣とゲストが「○○のズレ」に関するVTRの選択肢に答えながら、どれだけ世間とズレているかを診察していく。最も世間とズレていた「大ズレさん」は罰ゲームを受けたり、食事にありつけないなどのペナルティを受ける。2010年以降番組の中心となっていたコーナー。
- 空き時間

番組収録が2本撮りであり、1本目と2本目の収録の合間の「空き時間」にレギュラーメンバーが東海3県で気になっていた場所へデジカム1本で赴く。2010年春頃から番組終了時まで続いたレギュラーコーナー。
- 負け犬博の負け犬書道

サラリーマンや学生の日頃の鬱憤を書道にしてぶちまけてもらう、発案人である山本のロケによるミニコーナー。ロケは（立呑み屋が多い、などの理由から）「負け犬の聖地」として金山総合駅周辺で行われていた。番組終了時まで続いたレギュラーコーナー。定期的に「負け犬大賞」を選ぶスペシャル回が放送され、待ち受け画面やカレンダーなどの形でグッズ化もされた。
- 正しくセントレア
- 目利きの達人 ビリー市場
- お宅ミシュラン
- オーレはどっち?

様々な分野の二択クイズに、レギュラー陣が一人ずつ答える。不正解だと回答エリアの頭上にセットされた風船が破裂する。上記の「あなたズレてます」開始以前の前半コーナー。
- 大喜利名探偵! ○○を探せ

など

## 出演
レギュラー出演者
- 山崎弘也（アンタッチャブル）
- 柴田英嗣（アンタッチャブル） - レギュラー出演者であったが、2010年2月以降出演なし。
- 秋山竜次（ロバート）
- 馬場裕之（ロバート）
- 山本博（ロバート）
- 鈴木しおり（メ〜テレアナウンサー）
- 塩尻奈都子（メ〜テレアナウンサー）

その他出演者
- 中村明花 - 「女性に言われてみたい台詞」を具現化したVTRの中に出演する、通称「さやかちゃん」。2010年3月頃まで出演。
- 齋藤彰俊（プロレスラー） - おもに「あなたズレてます」の罰ゲーム執行人として出演。
- アンジャッシュ - 「大喜利名探偵」などのコーナーに出演。
  - ほかに週代わりで女性タレントやお笑い芸人が1組出演。

ナレーション
- 倉橋友和（メ〜テレアナウンサー）
- 齋藤寿幸（当時メ〜テレアナウンサー）
- 神取恭子（当時メ〜テレアナウンサー）

## ネット局・放送時間
| 放送対象地域 | 放送局                 | 放送時期                      | 放送時間                    | 放送系列       | 備考       |
| ------------ | ---------------------- | ----------------------------- | --------------------------- | -------------- | ---------- |
| 中京広域圏   | メ～テレ（NBN）        | 2009年5月27日 - 2011年3月30日 | 水曜0:20 - 1:20（火曜深夜） | テレビ朝日系列 | 制作局     |
| 福島県       | 福島放送（KFB）        | 2010年10月8日 -               | 金曜1:15 - 2:15（木曜深夜） | テレビ朝日系列 | 遅れネット |
| 新潟県       | 新潟テレビ21（UX）     | 2010年1月16日 -               | 土曜1:25 - 2:25（金曜深夜） | テレビ朝日系列 | 遅れネット |
| 静岡県       | 静岡朝日テレビ（SATV） | 2009年10月16日 -              | 土曜1:45 - 2:40（金曜深夜） | テレビ朝日系列 | 遅れネット |
| 石川県       | 北陸朝日放送（HAB）    | 2009年10月10日 -              | 土曜15:00 - 15:55           | テレビ朝日系列 | 遅れネット |
| 熊本県       | 熊本朝日放送（KAB）    | 2010年4月12日 -               | 月曜0:55 - 1:50（日曜深夜） | テレビ朝日系列 | 遅れネット |

- 琉球朝日放送でも不定期に放送されていた。